# Acapetlahuaya
Acapetlahuaya est une ville mexicaine située dans l'État de Guerrero, au Mexique.